# Europeiska finansiella stabiliseringsfaciliteten
Europeiska finansiella stabiliseringsfaciliteten (EFSF) var en tillfällig finansiell mekanism som syftade till att bevara den finansiella stabiliteten inom euroområdet. EFSF:s lånekapacitet uppgick till 440 miljarder euro och tillsammans med Europeiska finansiella stabiliseringsmekanismen (EFSM) uppgick lånekapaciteten till 500 miljarder euro. Både EFSF och EFSM avvecklades gradvis efter inrättandet av Europeiska stabilitetsmekanismen (ESM) i september 2012. Även om nya stödprogram inte längre är möjliga finns EFSF fortfarande kvar för att administrera de lån som tidigare har beviljats Grekland, Irland och Portugal.

## Inrättande
EFSF var en finansiell mekanism som syftade till att bevara den finansiella stabiliteten i euroområdet. Den upprättades genom ett avtal som antogs den 7 juni 2010, efter en överenskommelse mellan euroområdets finansministrar den 9 maj 2010. Faciliteten, som upprättades för en period av tre år, tillät till en början utlåning av 440 miljarder euro (senare 780 miljarder euro) till euroländer som inte längre kunde låna från marknaden eller på annat sätt var utsatta för mycket stränga omständigheter. EFSF finansierades genom garantier som gavs av euroområdets stater i proportion till deras kapitalandelar i Europeiska centralbanken. För varje enskild utlåning fastställdes de exakta andelarna som varje euroland bidrog med. De medlemsstater som beviljades lån genom EFSF måste betala tillbaka pengarna med ränta. Vid sidan av EFSF existerade även Europeiska finansiella stabiliseringsmekanismen (EFSM), som står under Europeiska kommissionens kontroll och innefattar ytterligare 40 miljarder euro. EFSF ersättes av en permanent mekanism, Europeiska stabilitetsmekanismen (ESM), under 2013 och var tänkt att upphöra den 31 december 2014. EFSF:s program för Grekland förlängdes dock till den 30 juni 2015. Vid detta datum upphörde EFSF:s program och EFSF finns sedan dess endast kvar för att bland annat ta emot återbetalningen av de lån som redan givits.
EFSF administreras av ett bolag, vars säte finns i Luxemburg. Detta bolag omfattas inte av de ordinarie bestämmelserna om finansiella institutioner i Luxemburg.
Under hösten 2011 ratificerade euroområdets medlemsstater en ändring av EFSF:s ramavtal. Förändringen innebar att EFSF utökades från 440 miljarder euro till 780 miljarder euro. Den 13 oktober 2011 hade förslaget godkänts av hela euroområdet, och den modifierade EFSF-överenskommelsen trädde i kraft den 18 oktober 2011. Genom modifieringen inkluderades även Estland, som införde euron som valuta den 1 januari 2011, i mekanismen.

## Historia
EFSF inrättades som en konsekvens av finanskrisen 2008–2009 och den efterföljande skuldkrisen i Europa 2010–2011. Under våren 2010 ökade misstron kring den ekonomiska situationen i framför allt eurolandet Grekland, vilket resulterade i ökade räntor på finansmarknaden för grekiska statsobligationer. På grund av den allt högre räntan på finansmarknaden, tvingades Grekland slutligen begära finansiell assistans från övriga euroområdet, Europeiska unionen och Internationella valutafonden. Under våren 2010 utarbetades ett bilateralt nödlån till Grekland. För att garantera övriga euroområdets finansiella stabilitet, beslutade euroområdets finansministrar inom rådet för ekonomiska och finansiella frågor den 9 maj 2010 att inrätta EFSF, med möjlighet att utfärda obligationer motsvarande 440 miljarder euro. EFSF erhöll högsta kreditvärdighet, men nedgraderades till AA+ av Standard & Poor's den 16 januari 2011. Den 7 juni 2010 slöts ett ramavtal mellan euroområdets medlemsstater om EFSF.
EFSF var i full drift den 4 augusti 2010. Faciliteten var tänkt att vara verksam fram till den 30 juni 2013, och därefter endast administrera eventuella lån som ännu inte betalats tillbaka. En permanent mekanism kunde inte upprättas, främst på grund av att det inte ansågs förenligt med Europeiska unionens fördrag. Därför antog Europeiska rådet i mars 2011 ett förslag till fördragsändring, som skulle möjliggöra etablerandet av Europeiska stabilitetsmekanismen.
I november 2010 blev det klart att Irland som första medlemsstat behövde ta del av lån från EFSF. Euroområdets finansministrar godkände ansökan den 21 november 2010. Den 25 januari 2011 utfärdades de första obligationerna av EFSF och den 1 februari 2011 erhöll Irland den första delen av nödlånet. I april 2011 stod det klart att även Portugal behövde ta del av lån från EFSF, vilket godkändes av Ekofinrådet den 17 maj 2011.

## Funktion och befogenheter
EFSF har möjlighet att utfärda obligationer motsvarande 780 miljarder euro genom garantier från euroområdets medlemsstater. Varje eurolands åtagande står i proportion till dess kapitalandel i Europeiska centralbanken (ECB). Endast euroländer som inte kan låna från marknaden eller på annat sätt är utsatta för mycket stränga omständigheter kan ta del av lån från EFSF.
Förfarandet för beviljande av lån inleds med att en medlemsstat begär hjälp från EFSF. Landet måste utarbeta ett program tillsammans med Europeiska kommissionen och Internationella valutafonden (IMF). Därefter måste programmet godkännas med enhällighet av eurogruppen, det vill säga euroområdets finansministrar, och ett samförståndsavtal slutas. Detta sker endast om den ansökande medlemsstaten inte kan låna från marknaden med acceptabla räntor. Innan eurogruppen kan fatta beslut, måste förslaget behandlas i varje euroland. I alla medlemsstater utom Finland är det regeringen som beslutar om ett lån ska godkännas eller inte. I Finland krävs beviljande istället av parlamentet. Utarbetandet av ett stödprogram tar tre till fyra veckor, och innefattar bland annat att kommissionen, IMF och ECB skickar experter till medlemsstaten. När väl eurogruppen har godkänt lånet, tar det ett par arbetsdagar för EFSF att distribuera lånet.[källa behövs]

### Lånegarantier
|               | Ursprunglig överenskommelse   | Ursprunglig överenskommelse | Ursprunglig överenskommelse | Modifierad överenskommelse    | Modifierad överenskommelse | Modifierad överenskommelse |  |
|               | Lånegarantier (miljoner euro) | Procentandel                | € per capita                | Lånegarantier (miljoner euro) | Procentandel               | € per capita               |  |
| ------------- | ----------------------------- | --------------------------- | --------------------------- | ----------------------------- | -------------------------- | -------------------------- |  |
| Belgien       | 15 292,18                     | 3,48 %                      | 1 423,71                    | 27 031,99                     | 3,47 %                     |                            |  |
| Cypern        | 863,09                        | 0,20 %                      | 1 076,68                    | 1 525,68                      | 0,20 %                     |                            |  |
| Estland       |                               |                             |                             | 1 994,86                      | 0,26 %                     |                            |  |
| Finland       | 7 905,20                      | 1,80 %                      | 1 484,51                    | 13 974,03                     | 1,79 %                     |                            |  |
| Frankrike     | 89 657,45                     | 20,38 %                     | 1 398,60                    | 158 487,53                    | 20,32 %                    |                            |  |
| Grekland      | 12 387,70                     | 2,82 %                      | 1 099,90                    | 21 897,74                     | 2,81 %                     |                            |  |
| Irland        | 7 002,40                      | 1,59 %                      | 1 549,97                    | 12 378,15                     | 1,59 %                     |                            |  |
| Italien       | 78 784,72                     | 17,91 %                     | 1 311,10                    | 139 267,81                    | 17,86 %                    |                            |  |
| Luxemburg     | 1 101,39                      | 0,25 %                      | 2 239,95                    | 1 946,94                      | 0,25 %                     |                            |  |
| Malta         | 398,44                        | 0,09 %                      | 965,65                      | 704,33                        | 0,09 %                     |                            |  |
| Nederländerna | 25 143,58                     | 5,71 %                      | 1 525,60                    | 44 446,32                     | 5,70 %                     |                            |  |
| Portugal      | 11 035,38                     | 2,51 %                      | 1 037,96                    | 19 507,26                     | 2,50 %                     |                            |  |
| Slovakien     | 4 371,54                      | 0,99 %                      | 807,89                      | 7 727,57                      | 0,99 %                     |                            |  |
| Slovenien     | 2 072,92                      | 0,47 %                      | 1 009,51                    | 3 664,30                      | 0,47 %                     |                            |  |
| Spanien       | 52 352,51                     | 11,90 %                     | 1 141,75                    | 92 543,56                     | 11,87 %                    |                            |  |
| Tyskland      | 119 390,07                    | 27,13 %                     | 1 454,87                    | 211 045,90                    | 27,06 %                    |                            |  |
| Österrike     | 12 241,43                     | 2,78 %                      | 1 464,86                    | 21 639,19                     | 2,77 %                     |                            |  |
| Euroområdet   | 440 000,00                    | 100,00 %                    | 1 339,02                    | 779 783,14                    | 100,00 %                   |                            |  |

### Beviljade lån
|          | Beviljat lån (miljoner euro) | Effektiv ränta | Teckningsdatum | Förfallodatum | Amortering       |  |
| -------- | ---------------------------- | -------------- | -------------- | ------------- | ---------------- |  |
| Irland   | 3 600,00                     | 5,90 %         | 2011-02-01     | 2016-07-18    | amorteringsfritt |  |
| Portugal | 3 700,00                     | 6,08 %         | 2011-06-22     | 2021-07-05    | amorteringsfritt |  |
| Portugal | 2 200,00                     | 5,32 %         | 2011-06-29     | 2016-12-05    | amorteringsfritt |  |
| Irland   | 3 000,00                     | 3,79 %         | 2011-11-10     | 2022-02-04    | amorteringsfritt |  |

## Administration och organisation
EFSF administreras av ett bolag med säte i Luxemburg. Bolaget lyder inte under Luxemburgs lagar om finansiella institut. Verkställande direktör för bolaget är den tyske ekonomen Klaus Regling, som tidigare har jobbat bland annat inom Internationella valutafonden och som generaldirektör för generaldirektoratet för ekonomi och finans. EFSF:s styrelse består av representanter från hela euroområdet. Både Europeiska kommissionen och Europeiska centralbanken har rätt att utse observatörer som får närvara vid styrelsens sammanträden. Trots att EFSF inte är underkastat kontroll av Europaparlamentet, förväntas faciliteten samarbete nära med relevanta kommittéer och utskott inom EU.[källa behövs]